# La carte postale
La carte postale (französisch: Die Postkarte) ist ein Kurzfilm aus dem Jahr 1998 von Vivian Gofette. Bei der Oscarverleihung 1999 war der Film in der Kategorie Bester Kurzfilm nominiert.

## Handlung
Eine von seinem Vater geschriebene Postkarte kommt bei einem Jungen an. Er freut sich sehr darüber und möchte antworten, doch alle anderen sind der Meinung, dass dies nutzlos sei, da der Junge und seine Mutter gerade dabei sind, sich für die Beerdigung des Vaters fertig zu machen. Doch der Junge ist aufgrund der Postkarte, die aufgrund eines unglücklichen Zufalls länger unterwegs gewesen sein muss als normal, davon überzeugt, dass sein Vater lebt, und weigert sich zu glauben, dass dieser sich in dem Sarg befindet. Er zeigt sich gleichgültig gegenüber der feierlichen Atmosphäre des Ereignisses und sorgt sich stattdessen um eine junge Frau, die abseits des Trauerzugs steht.

## Hintergrund und Veröffentlichung
La carte postale wurde erstmals im Januar 1998 auf dem Festival du film international de Bruxelles aufgeführt, es folgten weitere Filmaufführungen bei verschiedenen Kurzfilmfestivals wie dem Filmfest Dresden im April 1998 und der Fête du court métrage Metz. Der Film gewann bei den Festivals diverse Preise. Bei der Oscarverleihung 1999 war La carte postale in der Kategorie Bester Kurzfilm nominiert.

## Auszeichnungen
Montecatini International Short Film Festival 1998
- Auszeichnung mit dem Goldenen Reiher in der Kategorie Bester Film

Capalbio Cinema International Short Film Festival 1998
- Auszeichnung in der Kategorie Bester Film

Uppsala International Short Film Festival 1998
- Auszeichnung in der Kategorie Bester Fiction-Kurzfilm A (unter 20 Minuten)

Filmfest Dresden 1998
- Auszeichnung in der Kategorie Bester Kurzfilm (international)

Festival du Court-Métrage de Clermont-Ferrand 1998
- Auszeichnung mit einem Special Jury Award (international)

Festival du film international de Bruxelles 1998
- Auszeichnung in der Kategorie Bester belgischer Film

Festival Internacional de Cinema do Algarve 1998
- Nominierung in der Kategorie Grand Prize of the City of Portimão

Oscarverleihung 1999
- Nominierung in der Kategorie Bester Kurzfilm